# Метеоаларм
Метеоаларм е услуга, която предупреждава хората за опасни метеорологични явления при пътуване в над 30 европейски страни през следващите 24 до 48 часа, като използва информация от водещите национални метеорологични служби, покривайки всички популярни туристически и бизнес дестинации. За целата се използва цветна система от кодове върху географската карта на Европа. Нивото на риска започва от червено (най-високата степен на опасност), преминавайки през оранжево и жълто, до зелено (без опасност). Услугата покрива набор от метеорологични елементи, като силен вятър, екстремно високи и ниски температури, бури, обилни валежи, сняг и поледици, гръмотевици и мълнии, мъгла, както и метеорологични условия, които биха могли да доведат до повишен риск, като високи вълни, магнитни бури, горски пожари и лавини.

## Кодове
Зелен код – времето е в нормите за сезона и не се очакват аномалии за периода. Прогнозираните дъждове ще са слаби и без опасност от наводнения, а температурите ще останат под средните за сезона, без екстремални стойности.
Жълт код – времето е потенциално опасно, но не се очакват големи катаклизми.
- предупреждение за вятър – очакваните стойности са около 14 – 24 m/s, възможни са отделни пориви.
- предупреждение за валежи – прогнозните стойности са от 15 – 30 литра/m², възможни са малки наводнения или преливания на реки.
- предупреждение за жега – температурите ще са между 35 – 38 °C на сянка.

Оранжев код – времето е опасно със завишени стойности, над нормалите за сезона.
- предупреждение за дъжд – очакват се валежи от 35 – 65 литра/m² и има опасност от наводнения.
- предупреждение за вятър – очакват се пориви от 20 – 29 m/s до 32 m/s.
- предупреждение за високи температури – очакваните стойности са до 40 °C.

Червен код – времето е изключително опасно с прогнози за явления с изключителна интензивност, възможни са големи щети и жертви.
- предупреждение за сняг – силни снеговалежи и висока опасност при излизане в планината.
- предупреждение за валежи – очакват се над 65 литра/m² за едно денонощие, като опасността от наводнения е голяма.
- предупреждение за високи температури – прогнозните стойности са над 41 °C.

## Страни членки
Метеоаларм е разработена от EUMETNET, мрежа от публични европейски метеорологични служби, които са членове на Световната метеорологична организация (СМО). Страните членки на Метеоаларм са Австрия, Белгия, Босна и Херцеговина, България, Чехия, Хърватска, Кипър, Дания, Естония, Финландия, Франция, Германия, Гърция, Унгария, Исландия, Ирландия, Италия, Латвия, Литва, Люксембург, Малта, Черна гора, Холандия, Норвегия, Полша, Португалия, Румъния, Сърбия, Словакия, Словения, Испания, Швеция, Швейцария и Обединеното кралство.